# Cayo Guajaba
Cayo Guajaba es un cayo de la costa noreste de Cuba, que administrativamente pertenece a la provincia de Camagüey que posee 107 kilómetros cuadrados de superficie aproximadamente.

## Descripción
Es parte del archipiélago de los Jardines del Rey. Se encuentra al oeste de Cayo Sabinal, al este de Cayo Romano, al norte de la Bahía de Gloria y bordeado por el océano Atlántico. La isla forma parte de la municipalidad de Sierra de Cubitas.
Aparece descrita en el segundo tomo del Diccionario geográfico, estadístico, histórico, de la isla de Cuba de Jacobo de la Pezuela con las siguientes palabras:

Guajaba. (isla de) Una de las mayores entre las adyacentes de la de Cuba. Constituye parte del gran grupo de los Jardines del Rey en la costa septentrional y se halla entre el mas oriental de los cayos del grupo é isla de Cayo Romano y la costa occidental de la península de Sabinal. Tiene mas de 10 millas de O. N. O. á E. S. E. y como legua y media de anchura. Su superficie ligeramente accidentada está repartida en 3 haciendas de cria y ceba, una de las cuales lleva tambien el nombre de la Guajaba. Su costa es firme y seca hácia el N., pero baja y cenagosa hácia el S. por donde en las altas mareas el mar deja en ella algunos charcos que se esplotan como slainas. Pueblan tambien á esta isla algunas rancherías de pescadores, y como todos los grandes cayos de aquel gran grupo, está dotada de algunos manantiales de agua potable que llaman Casimbas. Tiene tambien algunos fondeaderos. Por el O. se halla separada de Cayo Romano por la boca ó cañon de la Guajaba; y por el E. de la península de Sabinal por la boca de las Caravelas del Principe. Rodean á esta isla varios cayos menores, hallándose su costa septentrional no lejos del veril del Canal Viejo de Bahama. Part.º y dist.º marít.º de la Guanaja, J. de Puerto-Príncipe.
(Pezuela, 1863, p. 434)